# Mala Divytsia
Mala Divytsia (ukrainien : Мала Дівиця, russe : Малая Девица) est une commune urbaine de l'oblast de Tchernihiv, en Ukraine. Elle compte 1 931 habitants en 2022.

## Personnalités liées à la commune
- Oleh Mikhniouk (1965-2014), militaire ukrainien.